# Metriorhynchidae
Metriorhynchidae era uma família de crocodilos marinhos que habitou os mares durante os períodos Jurássico e Cretáceo. Os seus membros anteriores eram reduzidos e com a forma de um remo, e ao contrário dos seus "primos" actuais, tinham perdido as suas placas ósseas. A sua forma corporal era muito hidrodinâmica, possuindo ainda uma cauda com uma barbatana semelhante à dos peixes. Seus fósseis foram encontrados em diversas partes do mundo, incluindo Europa, México e América do Sul.